# Arquidiocese de Cartagena
A Arquidiocese de Cartagena (Archidiœcesis Carthaginensis in Columbia) é uma circunscrição eclesiástica da Igreja Católica situada em Cartagena das Índias, Colômbia. Seu atual arcebispo é Francisco Javier Múnera Correa, I.M.C. Sua Sé é a Catedral Basílica Igreja Antiga de Santa Maria.
Possui 107 paróquias servidas por 139 padres, contando com 1342000 habitantes, com 89,5% da população jurisdicionada batizada.

## História
A diocese de Cartagena foi erigida em 24 de abril de 1534, recebendo o território da diocese de Panamá (atual arquidiocese). Originalmente era sufragânea da arquidiocese de Sevilha.
Em 31 de agosto de 1804 cede uma parte do seu território para a criação da diocese de Antioquia (atual arquidiocese de Santa Fé de Antioquia).
Na década de 60 do século XIX, a Igreja sofreu as limitações impostas pelo regime conservador, entre os quais o direito da "tutela dos cultos" (tuición de cultos), que deu ao Estado a supremacia indiscutível sobre a autoridade eclesiástica. Dissolve-se a Companhia de Jesus, tratando os bens da Igreja e ordens religiosas e expropriando os bens denominados mãos-mortas, em favor do governo central. O bispo Bernardino y Medina Moreno foi expulso por não aceitar a "tuición de cultos", mas voltaria em 1865, para ser expulso novamente em 1866 e novamente em 1867.
Em 20 de junho de 1900 foi elevada ao posto de arquidiocese metropolitana.
Mais tarde, cedeu várias vezes partes de seu território para a criação de novas áreas eclesiástica, precisamente:
- em 20 de junho de 1912 a favor da ereção da missão sui iuris de San Andrés e Providencia (hoje vicariato apostólico);
- em 12 de junho de 1924 a favor da ereção da prefeitura apostólica de Sinú (atual diocese de Montelíbano);
- em 7 de julho de 1932 a favor da ereção da diocese de Montería;
- em 20 de novembro de 1954 a favor da ereção da diocese de Barranquilla (atualmente arquidiocese);
- em 25 de abril de 1969 a favor da ereção da diocese de Magangué e de Sincelejo; no mesmo dia cedeu uma parcela de terra para a prelazia de Alto Sinú (atual diocese de Montelíbano).

## Prelados
| #                   | Nome                                                 | Período     | Notas                                         |
| Arcebispos          | Arcebispos                                           | Arcebispos  | Arcebispos                                    |
| ------------------- | ---------------------------------------------------- | ----------- | --------------------------------------------- |
| 6º                  | Francisco Javier Múnera Correa, I.M.C.               | 2021-atual  |                                               |
| 5º                  | Jorge Enrique Jiménez Carvajal, C.I.M.               | 2005 - 2021 |                                               |
| 4º                  | Carlos José Ruiseco Vieira                           | 1983 - 2005 |                                               |
| 3º                  | Rubén Isaza Restrepo †                               | 1974 - 1983 |                                               |
| 2º                  | José Ignacio López Umaña †                           | 1943 - 1974 |                                               |
| 1º                  | Pietro Adamo Brioschi, P.I.M.E. †                    | 1900 - 1943 |                                               |
| Arcebispo-coadjutor |                                                      |             |                                               |
|                     | Jorge Enrique Jiménez Carvajal, C.I.M.               | 2004 - 2005 |                                               |
|                     | Rubén Isaza Restrepo                                 | 1967-1974   |                                               |
|                     | José Ignacio López Umaña                             | 1942-1943   |                                               |
| Bispos              |                                                      |             |                                               |
| 46º                 | Pietro Adamo Brioschi, P.I.M.E. †                    | 1898 - 1900 |                                               |
| 45º                 | Eugenio Biffi, P.I.M.E. †                            | 1882 - 1896 |                                               |
| 44º                 | Manuel Cerón †                                       | 1879 - 1880 |                                               |
| 43º                 | Juan Nepomuceno Rueda †                              | 1877 - 1878 | (bispo eleito)                                |
| 42º                 | Bernardino Medina y Moreno †                         | 1856 - 1877 |                                               |
| 41º                 | Pedro Antonio Torres †                               | 1850 - 1853 | Nomeado Bispo de Popayán                      |
| 40º                 | Juan Fernández de Sotomayor Picón †                  | 1834 - 1849 |                                               |
| 39º                 | Gregorio Rodríguez Carrillo, O.S.Bas. †              | 1816 - 1828 |                                               |
| 38º                 | Custodio Ángel Díaz Merino, O.P. †                   | 1806 - 1815 |                                               |
| 37º                 | Jerónimo Gómez de Liñán de la Borda †                | 1796 - 1805 |                                               |
| 36º                 | Miguel Álvarez y Cortés †                            | 1792 - 1795 | Nomeado Bispo de Quito                        |
| 35º                 | José Fernández Díaz de la Madrid, O.F.M.Obs. †       | 1777 - 1792 | Nomeado Bispo de Quito                        |
| 34º                 | Blas Manuel Sobrino y Minayo †                       | 1775 - 1776 | Nomeado Bispo de Quito                        |
| 33º                 | Agustín de Alvarado y Castillo †                     | 1772 - 1775 | Nomeado Arcebispo de Bogotá                   |
| 32º                 | Diego Bernardo de Peredo y Navarrete †               | 1765 - 1772 | Nomeado Bispo de Yucatán                      |
| 31º                 | Manuel de Sosa y Béthencourt †                       | 1755 - 1765 | Nomeado Arcebispo de Bogotá                   |
| 30º                 | Diego Antonio Valenzuela y Fajardo †                 | 1755        | (bispo eleito)                                |
| 29º                 | Jacinto Aguado Chacón †                              | 1754 - 1755 | Nomeado Bispo de Arequipa                     |
| 28º                 | Bartolomé de Narváez y Berrio †                      | 1751 - 1754 |                                               |
| 27º                 | Bernardo de Arbiza y Ugarte †                        | 1746 - 1751 | Nomeado Bispo de Trujillo                     |
| 26º                 | Diego Martínez Garrido, O.S. †                       | 1741 - 1746 |                                               |
| 25º                 | Gregorio de Molleda y Clerque †                      | 1729 - 1740 | Nomeado Bispo de Trujillo                     |
| 24º                 | Manuel Antonio Gómez de Silva †                      | 1726 - 1728 | Nomeado Bispo de Popayán                      |
| 23º                 | Juan Francisco Gómez Calleja †                       | 1720 - 1725 | Nomeado Bispo de Popayán                      |
| 23º                 | Antonio María Cassiani, O.S. Bas. †                  | 1714 - 1717 |                                               |
| 22º                 | Antonio Benavides y Piérola †                        | 1681 - 1712 |                                               |
| 21º                 | Antonio Sanz y Luzano †                              | 1659 - 1681 | Nomeado Arcebispo de Bogotá                   |
| 20º                 | García Ruiz Cabezas †                                | 1654 - 1658 |                                               |
| 19º                 | García Martínez Cabeza †                             | 1653 - 1653 | (bispo eleito)                                |
| 18º                 | Francisco Rodríguez de Valcárcel †                   | 1649 - 1651 |                                               |
| 17º                 | Cristóbal Pérez de Lazárraga, O. Cist. †             | 1640 - 1648 |                                               |
| 16º                 | Luis Córdoba Ronguillo, O.SS.T. †                    | 1630 - 1640 | Nomeado Bispo de Trujillo                     |
| 15º                 | Francisco Sotomayor, O.F.M. Obs. †                   | 1623 - 1623 | Nomeado Bispo de Quito                        |
| 14º                 | Diego Torres Altamirano, O.F.M. Obs. †               | 1617 - 1621 |                                               |
| 13º                 | Diego Ramírez de Zepeda, O.S. †                      | 1617        | (bispo eleito)                                |
| 12º                 | Pedro Vega †                                         | 1614 - 1617 |                                               |
| 11º                 | Juan de Lagrada †                                    | 1597 - 1613 |                                               |
| 10º                 | Juan de Vivero, O.S.A. †                             | 1590 - 1590 | (bispo eleito)                                |
| 9º                  | Antonio de Hervias, O.P. †                           | 1587 - 1590 |                                               |
| 8º                  | Juan Montalvo, O.P. †                                | 1578 - 1586 |                                               |
| 7º                  | Dionisio de Santos, O.P. †                           | 1574 - 1577 |                                               |
| 6º                  | Pedro Arévalos, O.S.H. †                             | 1571 - 1572 |                                               |
| 5º                  | Juan Simancas Simancas †                             | 1561 - 1570 |                                               |
| 4º                  | Gregorio de Beteta, O.P. †                           | 1552 - 1556 |                                               |
| 3º                  | Francisco de Santa María Benavides Velasco, O.S.H. † | 1541 - 1550 | Nomeado Bispo de Mondoñedo-Ferrol             |
| 2º                  | Jerónimo de Loayza, O.P. †                           | 1537 - 1541 | Nomeado Bispo de Lima                         |
| 1º                  | Tomás de Toro, O.P. †                                | 1534 - ?    | (bispo eleito)                                |
| Bispos auxiliares   |                                                      |             |                                               |
|                     | Ismael Rueda Sierra                                  | 2000-2003   | Nomeado Bispo de Socorro y San Gil            |
|                     | Félix María Torres Parra                             | 1966-1967   | Nomeado Bispo-coadjutor de Santa Rosa de Osos |
|                     | Alfonso Uribe Jaramillo                              | 1963-1968   | Nomeado Bispo de Sonsón-Rionegro              |
|                     | Germán Villa Gaviria, CIM                            | 1956-1959   | Nomeado Bispo de Barranquilla                 |
|                     | Rubén Isaza Restrepo                                 | 1952-1956   | Nomeado Bispo de Montería                     |
|                     | Tulio Botero Salazar, CM                             | 1949-1952   | Nomeado Bispo de Zipaquirá                    |